# Wildebeesten
Wildebeesten is een Nederlands reisprogramma van Net5 waarin de winnaars van Peking Express VIPS, Bart Veldkamp en Chimène van Oosterhout, de strijd met elkaar aanbonden. Het programma werd uitgezonden in november en december 2006 bij Net5. In het programma wordt zowel de avontuurlijke als de culturele kant van Zuid-Afrika belicht. Elke aflevering stappen de presentatoren onvoorbereid in een andere leefwereld en worden voor een uitdaging gesteld door de mensen die in dat gebied wonen. Degene die wint, krijgt een trofee. Hij of zij geniet vervolgens van het mondaine Zuid-Afrikaanse vakantieleven en onderneemt activiteiten als een safari in een van de mooiste parken van Zuid-Afrika, duiken tussen tijgerhaaien of een helikoptervlucht boven de wolkenkrabbers van Johannesburg. Degene die verliest moet blijven waar hij of zij is en krijgt te maken met de harde maar boeiende leerschool van het echte leven. Hij of zij gaat bijvoorbeeld met de Bosjesmannen op stap in de Kalahari of maakt als leerling-parkranger mee hoe het is om te leven en werken tussen de wilde dieren. Na deze stage in het echte leven krijgt de verliezer een test van de mensen waar hij geleefd heeft. Aan het eind van de serie wordt de winnaar gekroond tot het grootste wildebeest.